# Saint-Rémy-de-Maurienne
Saint-Rémy-de-Maurienne là một xã thuộc tỉnh Savoie trong vùng Auvergne-Rhône-Alpes ở đông nam nước Pháp.